# 黑桦树
黑桦树（学名：Rhamnus maximovicziana）为鼠李科鼠李属下的一个种。